# 847 Agnia
847 Agnia
847 Agnia là một tiểu hành tinh ở vành đai chính, thuộc nhóm tiểu hành tinh Liberatrix. Nó có đường kính xấp xỉ 28 km.
Tiểu hành tinh này do G. N. Neujmin phát hiện ngày 2.9.1915 ở Simeiz (Krym, Ukraina), và được đặt theo tên 	Agnia Ivanovna Bad'ina, nữ bác sĩ người Nga.